# Delet
Delet (Fins: Teili) is een zeestraat in Åland in de Scherenzee ten noorden van Föglö en Sottunga. Aan de westzijde grenst het water aan (van noord naar zuid) Simskäla, Vårdö en Bergö; aan de oostzijde liggen Enklinge, Kumlinge en Seglinge.
De veerboot van de maatschappij Ålandstrafiken van Hummelvik (Vårdö) naar Kumlinge vaart over dit water.